# Northwest Rota
Northwest Rota je aktivní podmořská sopka, nacházející se v Pacifiku, asi 64 km severozápadně od mariánského ostrova Rota a 100 km severně od Guamu. Sopka byla objevena při expedici NOAA v roce 2003. Je tvořena převážně andezity a bazalty a její vrchol je 517 m pod hladinou moře. Aktivní kráter byl pojmenován Brimstone Pit a nachází se na jižním svahu asi 40 m pod vrcholem.